# Xã Clinton, Quận Texas, Missouri
Xã Clinton (tiếng Anh: Clinton Township) là một xã thuộc quận Texas, tiểu bang Missouri, Hoa Kỳ. Năm 2010, dân số của xã này là 1.652 người.